# Mellicta poedotrophos
Mellicta poedotrophos är en fjärilsart som beskrevs av Johann Andreas Benignus Bergsträsser 1780. Mellicta poedotrophos ingår i släktet Mellicta och familjen praktfjärilar. Inga underarter finns listade i Catalogue of Life.